# Río Chaihuín
El Río Chaihuín es un curso natural de agua que nace en las laderas occidentales de la cordillera de la Costa de la Región de Los Ríos y fluye hasta desembocar en el océano Pacífico.

## Trayecto
Desde su ncumiento en la comuna de La Unión, en las cercanías del Monumento natural Alerce Costero, a casi 800 m s. n. m., sus aguas atraviesan las comunas de La Unión y Corral, para finalmente, tras 30 km, desembocar 15 km al sur del puerto de Corral, en el sector de Punta Chaihuín tras recibir aportes de los esteros La Piedra, Choquihue, Lludi y Chaihuoque.: 9 

Bahia Chaihuin desde Torre Chaihuin.

El río Chaihuín drena las aguas de una pequeña cuenca costera. Tiene una dirección general norponiente, y su hoya hidrográfica una superficie de 297 km². Las alturas máximas de los cerros de la cuenca alcanzan a los 800 m
Antes de su desembocadura bordea el poblado de Chaihuín.

## Caudal y régimen
Es una cuenca de régimen netamente pluvial.: 30 

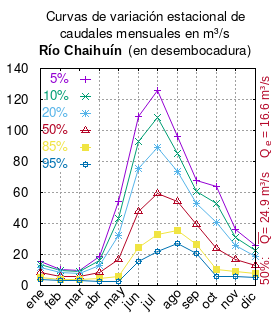
Curvas de variación estacional del río Chaihuin en su desembocadura. Los valores son deducidos desde otras cuencas similares.

El caudal del río (en un lugar fijo) varía en el tiempo, por lo que existen varias formas de representarlo. Una de ellas son las curvas de variación estacional que, tras largos periodos de mediciones, predicen estadísticamente el caudal mínimo que lleva el río con una probabilidad dada, llamada probabilidad de excedencia. La curva de color rojo ocre (con {\displaystyle {\color {Red}\vartriangle }}) muestra los caudales mensuales con probabilidad de excedencia de un 50%. Esto quiere decir que ese mes se han medido igual cantidad de caudales mayores que caudales menores a esa cantidad. Eso es la mediana (estadística), que se denota Qe, de la serie de caudales de ese mes. La media (estadística) es el promedio matemático de los caudales de ese mes y se denota {\displaystyle {\overline {Q}}}. 
Una vez calculados para cada mes, ambos valores son calculados para todo el año y pueden ser leídos en la columna vertical al lado derecho del diagrama. El significado de la probabilidad de excedencia del 5% es que, estadísticamente, el caudal es mayor solo una vez cada 20 años, el de 10% una vez cada 10 años, el de 20% una vez cada 5 años, el de 85% quince veces cada 16 años y la de 95% diecisiete veces cada 18 años. Dicho de otra forma, el 5% es el caudal de años extremadamente lluviosos, el 95% es el caudal de años extremadamente secos. De la estación de las crecidas puede deducirse si el caudal depende de las lluvias (mayo-julio) o del derretimiento de las nieves (septiembre-enero).

## Historia
Francisco Solano Asta-Buruaga y Cienfuegos escribió en 1899 en su Diccionario Geográfico de la República de Chile sobre el río:
Chaihuín.-—Río del departamento de Valdivia que tiene nacimiento en las montañas de la costa al S. del puerto de Corral, y de allí se dirige hacia el O. y al NO. á descargar en el Pacífico bajo los 39° 58' Lat. y 73° 39' y á 13 kilómetros al NE. de la punta de la Galera. Corre entre márgenes selvosas, engrosándose con sucesivos arroyos durante su curso, que es de no muchos kilómetros, formando á su término una honda ría con una anchura de más de 200 metros. Su boca es de barra somera. El nombre, que también dicen Chahuin y Chaivín, viene de chauiñ, que significa horcón.
Luis Risopatrón lo describe en su Diccionario Jeográfico de Chile de 1924:
Chaihuin (Río) 40° 00' 73° 32'. Nace en la cordillera de La Costa, corre hácia el W entre márjenes selvosas, con 5 a 10 m de ancho i 3 decímetros i aun menos de profundidad, hasta llegar a La Poza o La Laguna, en que se ensancha a 500 m, con 2 a 5 m de hondura, a 13 kilómetros de la desembocadura; sigue con correntadas i enjambres de palos, hasta 9 km del mar, en el punto en que los cordones de montañas se abren i forman un hermoso i fértil valle, de mas de 2 km de amplitud, por el que serpentea el rio, con 1 hectómetro de ancho medio, entre márjenes bordeadas por una espesa vejetacion. Sigue una parte navegable, de 1 a 2 m de profundidad, salvo en el vado que se encuentra a 1 km de la boca, en el que se sondan 5 decímetros a bajamar i donde se ensancha a 430 m, con una isla en la parte N i bancos, de arena que secan en bajamarea; concluye por salir al mar, con 120 m de boca i barra, con un canal de 9 decímetros de hondura en bajamar i 3,5 km de velocidad por hora, a corta distancia al SE de la punta del mismo nombre. Se ven algunos retazos de terrenos cultivados en la márjen N, al W del cerro de la misma denominación; los bosques son ricos en maderas de construcción, i brindan quila i pasto al ganado que se reproduce en ellos, en los que se hallan torcazas, choroyes, zorzales etc, la becada en los pantanos, pejerrejes i róbalos en el rio, asi como numerosas bandadas de patos, bandurrias, queltehues etc. 1, III, p. 54; i V, p. 117; 61, XXXV, p. 34 i 60; 155, p. 216; i 156; Chahuin en 50, I, p. 159 (Petit-Thouars, 1840); Chabin en 3, I, p. 411 (Alcedo, 1786); i Chaiuin en la p. 455.

## Población, economía y ecología
Desde marzo de 2010 rige un decreto presidencial que establece una reserva de caudales para conservación en el río Chaihuín, en la comuna de Corral, la que alcanza al 80% de su caudal.